# Sakai Tadatsugu
Sakai Tadatsugu (酒井 忠次?; 1527 – Kyoto, 17 dicembre 1596) è stato un militare giapponese.
Fu uno dei più favoriti e migliore dei guerrieri di Tokugawa Ieyasu nel tardo periodo Sengoku. Viene ricordato come uno dei quattro guardiani del clan Tokugawa (Shitennō-Tokugawa 徳川四天王?) assieme a Honda Tadakatsu, Ii Naomasa, e Sakakibara Yasumasa.

## Biografia
Tadatsugu nacque nel 1527, figlio di Sakai Tadachika, un vassallo del clan Matsudaira della provincia di Mikawa. Quando Tadatsugu raggiunse la maggiore età inizialmente servì il padre di Tokugawa Ieyasu, Matsudaira Hirotada. Dopo il 1560, quando Ieyasu interruppe i suoi legami con il clan Imagawa, Tadatsugu ricevette il comando del castello di Yoshida nella parte orientale di Mikawa (l'attuale Toyohashi).
In quel periodo si racconta che Tadatsugu abbia ucciso un cinghiale con la sua katana, guadagnandosi il nome di Inokiri (猪 切? l'uccisore di cinghiali). La lama stessa era un'opera di Masazane della scuola Tegai di Nara e una collega del famoso Muramasa (o, secondo alcune fonti, un altro nome di Muramasa). Masazane fu anche creatore di Tonbōgiri (蜻蛉 切? the Dragonfly Slayer) arma preferita di Honda Tadakatsu.
Nel 1572, durante la battaglia di Mikatagahara, Tadatsugu controllò il fianco destro dei Tokugawa, e le sue truppe vennero pesantemente sconfitte dalle forze Takeda; quando Ieyasu e i suoi uomini si ritirarono nel castello di Hamamatsu, Tadatsugu fece rullare un grande tamburo accanto al portone rimasto aperto per trarre in inganno i samurai Takeda. 
Durante la battaglia di Nagashino condusse un attacco notturno di successo sempre contro i Takeda. Nel 1567, la maggior parte dei samurai dei vari daimyō fedeli ai Tokugawa furono organizzati in due armate, ciascuna con un comandante separato. Tadatsugu fu posto sopra le forze di 18 vassalli e alla sua controparte, Ishikawa Kazumasa, fu dato il comando sulle forze di altri 13 daimyō. Questo dimostra inequivocabilmente il livello di fiducia che Ieyasu aveva nei confronti di Tadatsugu.
Nel 1578, il figlio di Tadatsugu, Sakai Ietsugu (1564-1619), rilevò il ruolo del padre come ciambellano del castello di Yoshida. Il kanji iniziale del nome di Ietsugu era un onore speciale conferito da Tokugawa Ieyasu, una ricompensa speciale per i vassalli importanti, che permetteva loro di usare uno dei kanji dal suo nome Nanori.
Durante la battaglia di Komaki e Nagakute, con successo respinse una mossa di Toyotomi Hideyoshi contro il castello di Kiyosu, che era stata guidata dal comandante dei Toyotomi Mori Nagayoshi. Nel 1590, durante la campagna di Odawara, Tadatsugu ricevette l'ordine di scortare Tokugawa Hidetada, figlio ed erede di Ieyasu, a Kyoto, dove servì come ostaggio per dimostrare la fedeltà di Ieyasu ai Toyotomi. Dopo la battaglia Hideyoshi ordinò al clan Tokugawa di trasferirsi dalle loro proprietà ancestrali alla regione di Kantō. Tadatsugu si ritirò ma suo figlio Ietsugu ricevette un feudo di 30.000 koku  a Usui, nella provincia di Shimōsa, e Tadasugu seguì il figlio.
Tadatsugu morì a Kyoto nell'inverno del 1596. Dopo la morte di Tadatsugu, il clan Sakai continuò a prosperare. Nel 1604, i suoi discendenti si trasferirono nel dominio di Takasaki (50.000 koku) nella provincia di Kōzuke; nel 1616 si trasferirono nel dominio Takata (100.000 koku) nella provincia di Echigo; nel 1619 furono trasferiti nel dominio Matsushiro nella provincia di Shinano; e poi, dal 1622 al 1868, furono sistemati nel dominio di Tsurugaoka (120.000 koku) nella provincia di Dewa. L'ultimo capo del clan Sakai fu nobilitato come conte dopo il rinnovamento Meiji.

## Genealogia del clan Sakai
Il clan Sakai si originò nel quattordicesimo secolo nella provincia di Mikawa, da Minamoto Arichika. Egli aveva due figli: uno di loro, Yasuchika, prese poi il nome di Matsudaira; il più giovane, Chikauji, prese poi il nome di Sakai.
Sakai Hirochika, figlio di Chikauji, ebbe a sua volta due figli, ed i loro discendenti diedero vita alle due branche principali del clan Sakai. Tadatsugu divenne erede della branca principale clan.

## Note

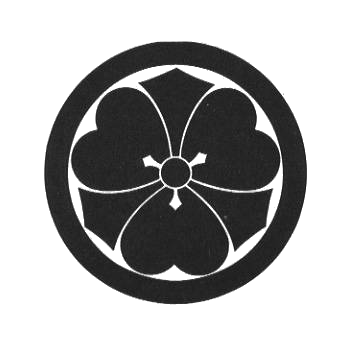
Mon del clan Sakai